# Suena el Agua
Suena el Agua es un caserío peruano ubicado en el distrito de Lancones, perteneciente a la provincia de Sullana del departamento de Piura, al norte del Perú. 

## Ubicación
Suena el Agua se ubica al este de la provincia de Sullana, en el distrito de Lancones, en el departamento de Piura. Se ubica al margen izquierda del río Chipillico. 

## Demografía
En 2017 Suena el Agua tenía una población de 84 habitantes.
| Gráfica de evolución demográfica de Suena el Agua entre 1993 y 2017 |
|                                                                     |
| Fuentes: Población 1993 y 2017                                      |